# Anton Schosser
Anton Schosser (* 7. Juni 1801 in Stiedelsbach, Gemeinde Losenstein; † 26. Juli 1849 in Steyr) war ein oberösterreichischer Heimat- und Volkslieddichter.

## Leben
Schosser, Sohn eines Nagelschmieds, besuchte vier Jahre das Gymnasium in Melk, anschließend wurde er vom Pfarrer Pislinger mit Geometrie und Situationszeichen beschäftigt. In weiterer Folge wurde er Schulgehilfe in Leonstein und später Schullehrer in Kleinreifling; später verdiente er seinen Unterhalt als Geometer, dabei hielt er sich längere Zeit in Gmunden auf.
Seine mundartlichen Lieder, Texte auf bereits vorhandene Melodien, wurden in einem Buch mit dem Titel Naturbilder aus dem Leben der Gebirgsbewohner in den Grenzalpen zwischen Steyermark und dem Traunkreise (Steyr 1849, 2. Ausgabe 1850) veröffentlicht.
Ihm zu Ehren ist in Steyr eine Straße (Schosserstraße), in Losenstein der Anton-Schosser-Weg und auf der Hohen Dirn eine Alpenvereinshütte (Anton-Schosser-Hütte) nach ihm benannt.

## Werke
- ’s Hoamweh („Wo ich geh’ und steh’, thuat mir’s Herz so weh“. Auch bekannt als Erzherzog-Johann-Jodler)
- ’s Schwoag’ngehn
- Mein Seufzer („Da steh’ ich auf’m Kogel“)
- ’s Hoamtreib’n
- Der Hahnerfalz
- ’s Gamsjagern
- Die krank’ Schwoag’rin